# سازمان آتش‌نشانی توکیو

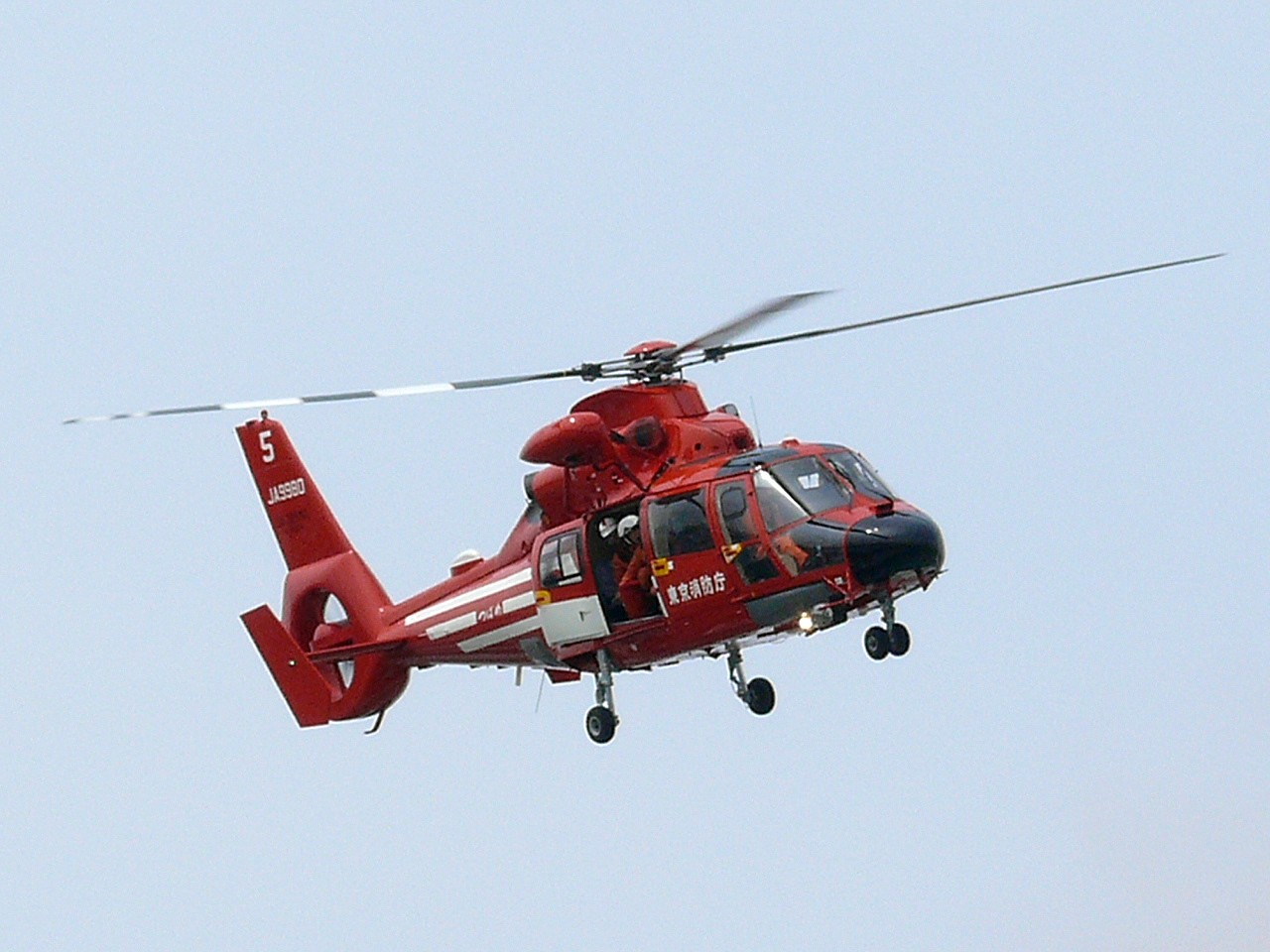
بالگرد آتش نشان

سازمان آتش‌نشانی توکیو در ۷ مارس ۱۹۴۸ تأسیس گردید. بودجه این سازمان در سال ۲۰۱۱ میلادی ۲۴۳ میلیارد و ۹۸۲ میلیون ین ژاپن تعیین شده بود. ۱۸۰۸۰ نفر نیروی فعال در این سازمان مشغول به کار هستند که نسبت به سازمان‌های دیگر آتش‌نشانی در دنیا بیشترین تعداد است. سازمان آتش‌نشانی توکیو بزرگترین سازمان آتش‌نشانی دنیا می‌باشد.